# Netvořice
Netvořice (en allemand : Networschitz) est un bourg (městys) du district de Benešov, dans la région de Bohême-Centrale, en République tchèque. Sa population s'élevait à 1 157 habitants en 2020.

## Géographie
Netvořice se trouve à 6 km à l'ouest-sud-ouest de Týnec nad Sázavou, à 13 km à l'ouest-nord-ouest de Benešov et à 30 km au sud-sud-est de Prague.
La commune est limitée par Lešany au nord, par Chleby, Chářovice et Chrášťany à l'est, par Neveklov au sud, et par Rabyně, Vysoký Újezd et Krňany à l'ouest.

## Histoire
La commune a le statut de městys depuis le 10 octobre 2006.